# E532
La ruta europea E532 és una carretera que forma part de la Xarxa de carreteres europees. Comença a Memmingen (Alemanya) i finalitza a Füssen (Alemanya). Té una longitud de 71 km. Té una orientació de nord a sud.